# Luna Island (Biscoe-Inseln)
Luna Island (englisch; bulgarisch остров Луна ostrow Luna) ist eine felsige, teilweise vereiste, in südwest-nordöstlicher Ausrichtung 637 m lange, 165 m breite und 6,55 Hektar große Insel im Archipel der Biscoe-Inseln westlich der Antarktischen Halbinsel. Sie liegt 92 m westlich von Watkins Island und 223 m östlich von Belding Island. Die Insel besteht aus zwei Teilen, die durch einen 5 Meter breiten natürlichen Kanal voneinander getrennt sind.
Die bulgarische Kommission für Antarktische Geographische Namen benannte sie 2021 nach Ines Luna Aguilar aus Punta Arenas für ihre logistische Unterstützung des bulgarischen Antarktisprogramms.